# 千葉裕
千葉 裕（ちば ひろし、1956年9月19日  - ）は、東京都世田谷区出身の事業家で、元俳優、元歌手。

## 来歴・人物
1966年に「劇団いろは」の第一期生として入団する。
テレビドラマ『特ダネ記者』で子役デビューした。
テレビドラマ・映画や舞台に出演するが、中学1年で一時休業する。
映画『ハレンチ学園』の主役に抜擢されたのを機に芸能活動を再開。
1970年代前半は学園ドラマ、70年代半ばからは刑事ドラマに多数出演した。
1974年には中村雅俊主演の『われら青春』（日本テレビ）に生徒役でレギュラー出演した。
1979年5月5日から1981年10月3日まで2年半に渡って、TBSの刑事ドラマ『Gメン'75』に田口刑事として出演した。
1975年には歌手としてビクターレコードから「西伊豆海岸」や「この悲しみの夏」などのレコードも出している。
1981年に東京・世田谷の経堂駅前で、ライブハウス「ファンキーストリート」を始め、事業の道に入る。
1985年に俳優業を引退して、本格的に事業に専念する。
飲食店・レンタカー事業や、1991年から全国でスキューバダイビングなどの事業を展開。
2009年1月に株式会社「千葉裕ドット超夢」を創立し、全国を講演などでまわっている。
2010年の後半からは、千葉裕の生き方セミナー「自由人として生きる」というテーマでのセミナーを全国で開催している。

## 趣味
多彩な趣味を持っているが、その1つに空手がある。
中学2年生から3年生にかけて、池袋の極真会館の総本部に通い習い始めるが中断。
長いブランクの後、40歳の時に極真空手の横浜木元道場に入門。7年間、鍛練を積む。
その後再びブランク期間を経て、53歳を目前にした2009年9月13日から再び福岡の新極真会・緑道場で空手修行を始め、2013年12月21日のブログで、黒帯を取得したことを報告している。

## その他
スキューバダイビングは、SSI（スクーバ・スクールズ・インターナショナル）のインストラクタートレーナー/マスターインストラクターである。
IAHD（インターナショナル・アソシエーションフォー・ハンディーキャップド・ダイバーズ）のコースディレクターでもある。
ある時期、インストラクターの養成日本一を記録している。
現在もファンキーダイビングワールドの創立者として、フランチャイズ店のアドバイスや、インストラクターコースなどの開催と現役である。
現在は現役ではないものとして、中学・高校時代は柔道部に所属し、黒帯を取得している。
また、Gメン'75に出演時は、A級ライセンスを所持し、ダートトライアルなどのレースに出場していた。

## 出演作品

### 映画
- 代紋 男で死にたい（1969年、日活） - 鉄五郎の少年時代
- ハレンチ学園 身体検査の巻（1970年、日活） - 山岸八十八
- ハレンチ学園 タックルキッスの巻（1970年、日活） - 山岸八十八
- 新・ハレンチ学園（1971年、日活） - 山岸八十八
- F2グランプリ（1984年、東宝） - 平木

### テレビドラマ
- ウルトラマン（1967年、TBS / 円谷プロ）
  - 第34話「空の贈り物」 - ビル工事現場で、アラシ隊員に助けられる小学生（完成作品ではカット）
  - 第36話「射つな! アラシ」 - 児童会館の少年
  - 第37話「小さな英雄」 - 友好珍獣 再生ピグモン[4]
- 意地悪ばあさん 第16話「サービス教えますの巻」（1968年、読売テレビ）
- コメットさん 第43話「助け合い作戦」（1968年、TBS / 国際放映） - 太郎吉
- 風来坊（1969年、CX）
- 丸太と包丁（1969年、NTV/松竹）（レギュラー出演）
- だから大好き! 第2話「ハーイ! さやかです」（1972年、NTV） - 一郎
- 泣くな青春 第5話「重いカバン」（1972年、CX / 東宝） - 谷口徹
- 飛び出せ!青春（NTV / 東宝） - 田村登
  - 第33話「35点は落第点!!」（1972年）
  - 第40話「オレは谷岡だッ!!」（1973年）
- おこれ!男だ（1973年、NTV / 松竹） - 西郷四郎（レギュラー出演）
- 特別機動捜査隊 第627話「17歳心中」（1973年、NET / 東映）
- ここ一番 （1974年、CX） - 優作 （レギュラー出演）
- われら青春!（1974年、NTV / 東宝） - 神野吾郎（レギュラー出演）
- 若い!先生 第24話「若者よ 恋をしよう!」（1974年、TBS） - 神保
- 水もれ甲介 第8話「泣くなチャミー!」（1974年、NTV / ユニオン映画）
- 太陽にほえろ!（NTV / 東宝）
  - 第124話「仰げば尊し」（1974年） - 山口イサム
  - 第147話「追跡! 拳銃市場」（1975年） - 石川ヒロシ
- 俺たちの勲章 第10話「小鳥の審判」（1975年、NTV / 東宝）- 船木すすむ
- 愛のサスペンス劇場 / 歯止め（1976年、NTV） - 津留恭太
- 事件ファイル110 甘ったれるな 第10話「女子高生・恋の脱走」（1976年、TBS / 松竹） - 二郎
- 夜明けの刑事 第69話「殺したいほど憎いやつ!!」（1976年、TBS / 大映テレビ） - 熊谷健太
- 名もなく貧しく美しく（1976年、TBS）（レギュラー出演）
- 帽子いっぱいの涙（1976年、NTV） - 高野次郎（主演）
- 白い秘密（1976年、TBS） - 津山栄治（主演）
- 美しき伝説（1976年、TBS みごろ！たべごろ！笑いごろ！！連続ショートドラマ） - 上条達也
- 気まぐれ本格派 第5話「北の白鳥・南の鵞鳥」（1977年、NTV / ユニオン映画） - 脇田邦彦
- 華麗なる刑事 第26話「弟よ...」（1977年、CX / 東宝） - 邦男
- 新五捕物帳 第50話「狼が来た」（1978年、NTV / ユニオン映画）- 丑之助
- 大空港 第31話「地下水道の銃撃戦! 死の逃亡者」（1979年、CX / 松竹） - 金森
- Gメン'75（TBS / 東映）
  - 第102話「思春期病棟」（1977年） - 神原俊男
  - 第135話「死んだ人からの緊急電話」（1977年） - 平松保男
  - 第149話「結婚式の夜の出来事」（1978年） - 久松義雄
  - 第185話「津軽海峡を渡る片足の男」
  - 第186話「青函連絡船の殺し屋」（1978年） - 松岡信二
  - 第205話「新Gメン対ニセ白バイ警官」 - 第330話「19才の金髪美女強盗団」（1979年5月5日 - 1981年10月3日）- 田口明夫刑事（レギュラー出演）
- 特捜最前線 第312話「車椅子のマラソンランナー!」（1983年、ANB / 東映） - 諸岡
- 土曜ワイド劇場 / 殺された女医（1983年、ANB / 東宝） - 刑事
- 眠狂四郎無頼控 第15話「美女崩れ! にせ狂四郎参上」（1983年、TX）
- ザ・サスペンス / 黄色の誘惑（1983年、TBS）
- 土曜ワイド劇場 / おくのほそ道花の旅（1984年、ANB / 東宝映像）

### 舞台
- 喜劇「幽霊やしき」（劇団テアトルエコー）全国公演/1967年 - 三郎
- ロックミュージカル「楕円形なるものに贈るエピローグ」

　　 （アート未来派）俳優座劇場/1974年
- ロックミュージカル「蟹座と難破船」

　　 （リバーサイド企画）厚生年金・小ホール/1978年 企画・音楽・主演